# Кубок Італії з футболу 2015—2016
Кубок Італії з футболу 2015–2016 — 69-й розіграш кубкового футбольного турніру в Італії. Титул здобув Ювентус.

## Клуби учасники

### Серія A (20 команд)
| - Аталанта - Болонья - Карпі - К'єво - Емполі | - Фіорентіна - Фрозіноне - Дженоа - Інтернаціонале - Ювентус | - Лаціо - Мілан - Наполі - Палермо - Рома | - Сампдорія - Сассуоло - Торіно - Удінезе - Верона |

### Серія B (22 команд)
| - Авелліно - Барі - Кальярі - Катанія - Чезена - Комо | - Кротоне - Латина - Ліворно - Модена - Новара - Перуджа | - Пескара - Про Верчеллі - Салернітана - Спеція - Терамо - Тернана | - Трапані - Віченца - Віртус Ентелла - Віртус Ланчано |

### Лега Про Пріма Дівізіоне (27 команд)
| - Алессандрія - Юве Стабія - Бассано Віртус - Феральпісало - Лечче - СПАЛ - Матера | - Реджана - Касертано - Беневенто - Фоджа - Піза - Асколі - Л'Аквіла | - Читтаделла - Анкона - Брешія - Павія - Кремонезе - Ареццо - Козенца | - Луккезе - Туттокуіо Сан-Мініато - Зюйдтіроль - Катандзаро - Понтедера - Мельфі |

### Серія D (9 команд)
| - Поджібонсі - Вітербесе - Потенца | - Сестрі-Леванте - Лекко - Дельта Ровіго | - Ренде - Фано - Альтовічентіно |

## Перший раунд
Матчі відбулись 2 серпня.
| Команда 1          | Рахунок        | Команда 2                 |
| ------------------ | -------------- | ------------------------- |
| Л'Аквіла (3)       | 2:0            | Ареццо (3)                |
| Читтаделла (3)     | 15:0           | Потенца (4)               |
| Матера (3)         | 0:1            | Зюйдтіроль (3)            |
| СПАЛ (3)           | 1:0            | Ренде (4)                 |
| Беневенто (3)      | 0:1            | Туттокуіо Сан-Мініато (3) |
| Фоджа (3)          | 2:1 (дод. час) | Луккезе (3)               |
| Лечче (3)          | 0:0 (3:2 пен.) | Катандзаро (3)            |
| Павія (3)          | 3:0            | Поджібонсі (4)            |
| Піза (3)           | 4:0            | Сестрі-Леванте (4)        |
| Брешія (3)         | 0:0 (4:3 пен.) | Кремонезе (3)             |
| Касертано (3)      | 1:0 (дод. час) | Лекко (4)                 |
| Юве Стабія (3)     | 2:0            | Мельфі (3)                |
| Алессандрія (3)    | 2:0            | Альтовічентіно (4)        |
| Реджана (3)        | 3:0            | Дельта Ровіго (4)         |
| Феральпісало (3)   | 5:1            | Фано (4)                  |
| Бассано Віртус (3) | 2:1            | Понтедера (3)             |
| Асколі (3)         | 1:2            | Козенца (3)               |
| Вітербесе (4)      | 0:2            | Анкона (3)                |

## Другий раунд
Матчі відбулись 8 - 10 серпня.
| Команда 1          | Рахунок         | Команда 2                 |
| ------------------ | --------------- | ------------------------- |
| Новара (2)         | 5:0             | Л'Аквіла (3)              |
| Терамо (3)         | 0:2             | Читтаделла (3)            |
| Пескара (2)        | 2:0             | Зюйдтіроль (3)            |
| Катанія (3)        | 3:0 (тех. пор.) | СПАЛ (3)                  |
| Чезена (2)         | 4:0             | Лечче (3)                 |
| Модена (2)         | 3:0             | Туттокуіо Сан-Мініато (3) |
| Трапані (2)        | 1:0             | Комо (2)                  |
| Кальярі (2)        | 5:0             | Віртус Ентелла (2)        |
| Барі (2)           | 1:2             | Фоджа (3)                 |
| Латина (2)         | 1:4             | Павія (3)                 |
| Салернітана (2)    | 1:0             | Піза (3)                  |
| Спеція (2)         | 1:0             | Брешія (2)                |
| Авелліно (2)       | 3:0             | Касертано (3)             |
| Віртус Ланчано (2) | 0:2             | Юве Стабія (3)            |
| Про Верчеллі (2)   | 1:2             | Алессандрія (3)           |
| Перуджа (2)        | 3:1             | Реджана (3)               |
| Кротоне (2)        | 1:0             | Феральпісало (3)          |
| Тернана (2)        | 2:0             | Бассано Віртус (3)        |
| Віченца (2)        | 1:1 (4:2 пен.)  | Козенца (3)               |
| Ліворно (2)        | 2:0 (дод. час)  | Анкона (3)                |

## Третій раунд
Матчі відбулись 14 - 20 серпня.
| Команда 1       | Рахунок        | Команда 2       |
| --------------- | -------------- | --------------- |
| Удінезе         | 3:1            | Новара (2)      |
| Аталанта        | 3:0            | Читтаделла (3)  |
| Торіно          | 4:1            | Пескара (2)     |
| Катанія (3)     | 1:4            | Чезена (2)      |
| Сассуоло        | 2:0            | Модена (2)      |
| Трапані (2)     | 1:1 (2:4 пен.) | Кальярі (2)     |
| Верона          | 3:1            | Фоджа (3)       |
| Болонья         | 0:1            | Павія (3)       |
| К'єво           | 0:1 (дод. час) | Салернітана (2) |
| Фрозіноне       | 0:0 (5:6 пен.) | Спеція (2)      |
| Палермо         | 2:1            | Авелліно (2)    |
| Алессандрія (3) | 1:0            | Юве Стабія (3)  |
| Мілан           | 2:0            | Перуджа (2)     |
| Кротоне (2)     | 1:0            | Тернана (2)     |
| Емполі          | 0:1            | Віченца (2)     |
| Карпі           | 2:0 (дод. час) | Ліворно (2)     |

## Четвертий раунд
Матчі пройшли 1-3 грудня.
| Команда 1  | Рахунок        | Команда 2       |
| ---------- | -------------- | --------------- |
| Удінезе    | 3:1            | Аталанта        |
| Торіно     | 4:1            | Чезена (2)      |
| Сассуоло   | 0:1            | Кальярі (2)     |
| Верона     | 1:0            | Павія (3)       |
| Спеція (2) | 2:0            | Салернітана (2) |
| Палермо    | 2:3            | Алессандрія (3) |
| Мілан      | 3:1 (дод. час) | Кротоне (2)     |
| Карпі      | 2:1            | Віченца (2)     |

## 1/8 фіналу
Матчі пройшли 15-17 грудня 2015 року.
| Команда 1      | Рахунок        | Команда 2       |
| -------------- | -------------- | --------------- |
| Лаціо          | 2:1            | Удінезе         |
| Ювентус        | 4:0            | Торіно          |
| Інтернаціонале | 3:0            | Кальярі (2)     |
| Наполі         | 3:0            | Верона          |
| Рома           | 0:0 (2:4 пен.) | Спеція (2)      |
| Дженоа         | 1:2 дч         | Алессандрія (3) |
| Сампдорія      | 0:2            | Мілан           |
| Фіорентіна     | 0:1            | Карпі           |

## 1/4 фіналу
Матчі пройшли 13, 18, 19 та 20 січня 2016 року.
| Команда 1  | Рахунок | Команда 2       |
| ---------- | ------- | --------------- |
| Мілан      | 2:1     | Карпі           |
| Спеція (2) | 1:2     | Алессандрія (3) |
| Наполі     | 0:2     | Інтернаціонале  |
| Лаціо      | 0:1     | Ювентус         |

## 1/2 фіналу
Перші матчі пройшли 26-27 січня, а матчі-відповіді - 1-2 березня 2016 року.
| Команда 1       | Заг.         | Команда 2      | 1-й матч | 2-й матч |
| --------------- | ------------ | -------------- | -------- | -------- |
| Алессандрія (3) | 0:6          | Мілан          | 0:1      | 0:5      |
| Ювентус         | 3:3 пен. 5:3 | Інтернаціонале | 3:0      | 0:3 дч   |

## Фінал
| 21 травня 2016 20:45 (CET) |

| Мілан | 0:1 дч   | Ювентус     |
| ----- | -------- | ----------- |
|       | Протокол | Мората 110' |

| Олімпійський стадіон, Рим Глядачів: 67 123 Арбітр: Джанлука Роккі |